# Streckengeschäft

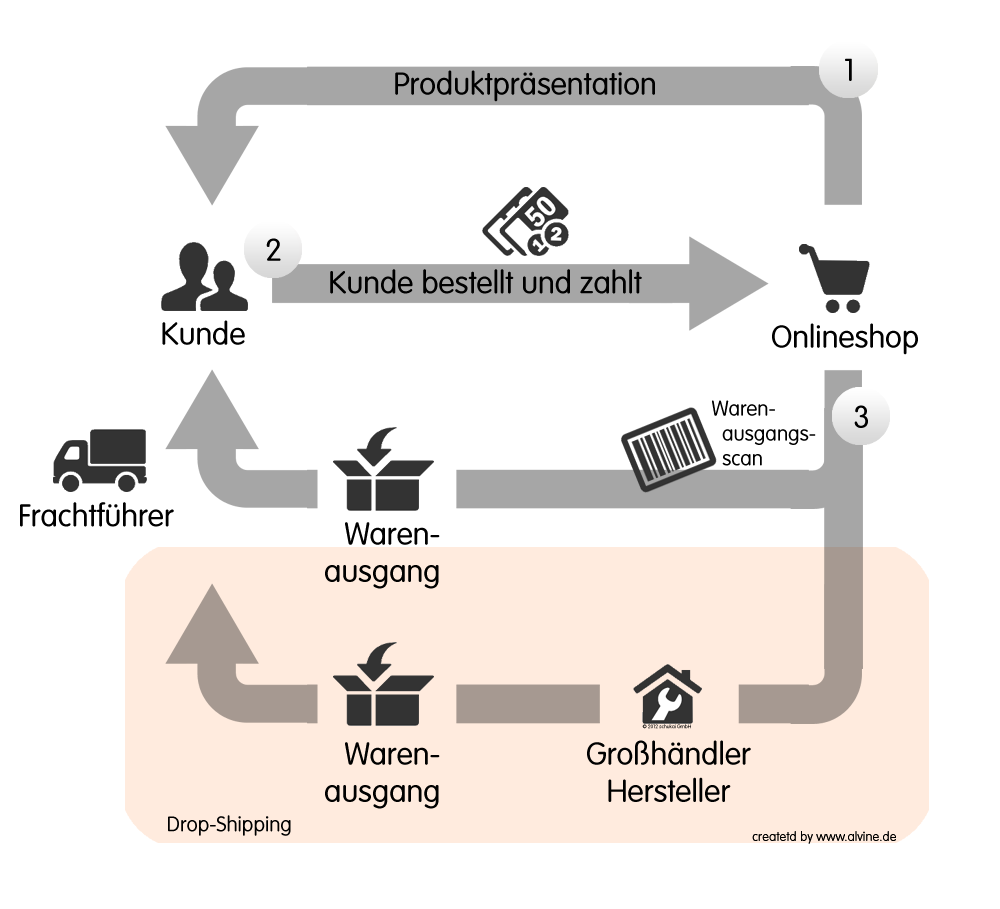
Streckengeschäft

Das Streckengeschäft (oder Direkthandel, Reihengeschäft, Streckenhandel; englisch drop shipping) ist im Handel ein Handelsgeschäft, bei dem die Waren ohne Zwischenlagerung direkt vom Hersteller an den Einzelhandel unter Verzicht auf dazwischen liegende Handelsstufen geliefert werden. Pendant ist die Zentralregulierung.

## Allgemeines
Das Streckengeschäft ist eine Form des Handels, bei der ein Händler Ware vom Lieferanten erwirbt und sie an Kunden weiterverkauft, ohne physischen Kontakt mit der Ware zu erlangen. Der Großhandel als – nicht eingeschaltete – Zwischenstufe übernimmt dabei keine logistischen Aufgaben (Wareneingang, Lagerung, Warenausgang), sondern lediglich die Erstellung der Rechnung und das Delkredere, wofür er eine Delkredereprovision erhält. Die Absatzkette oder Lieferkette wird um den Großhandel verkürzt, was bei einigen Güterarten sinnvoll ist. So werden Massengüter wie Baustoffe, Düngemittel, Eisen oder Frischwaren vom Hersteller direkt an den Einzelhandel oder Exporteur geliefert (Streckengroßhandel). Gegensatz ist die Zentralregulierung.

## Beispiele
Streckengeschäft kann es bei der Lieferung von Ersatzteilen und im Internethandel geben.

### Ersatzteile
Ein Kunde benötigt ein Ersatzteil für ein Fahrzeug und wendet sich an den Fahrzeughersteller. Dieser liefert und stellt die Rechnung. Tatsächlich erfolgt der Versand jedoch vom Zulieferer des Herstellers oder dessen Großhändler.

### Internethändler
Der Kunde bestellt Waren im Internetshop. Der Internetshop-Betreiber hat kein Lager, sondern einen Großhändler als Partner. Der Großhändler erhält den Auftrag vom Internetshop-Betreiber, die Ware (möglichst neutral verpackt) direkt an seinen Kunden zu versenden.
In beiden Fällen zahlt der Endkunde an den Händler, dieser rechnet mit dem tatsächlichen Lieferer ab. Die Kapitalbindung in seinem eigenen Lager wird so vermieden.

## Vorteile und Nachteile aus der Sicht des Händlers
- Vorteile: für den Händler besteht neben der geringen Kapitalbindung für den Lagerbestand und dem fehlenden Absatzrisiko in der Ausnutzung von Zahlungszielen. Dies rührt daher, dass der Händler den Kaufpreis vom Kunden bei vielen Zahlweisen (Kreditkarte, Vorauskasse, Nachnahme) unmittelbar erhält. Durch Aushandeln langfristiger Zahlungsziele kann der Händler mit dem Geld arbeiten. Ein weiterer Vorteil besteht in dem geringeren Aufwand für die Logistik wie zum Beispiel die Reduzierung oder den kompletten Verzicht auf Lagerfläche und damit auch auf Personalkosten durch die Reduzierung von Tätigkeiten wie Picken (Entnahme von Teilmengen), Verpacken und Versenden der Ware.
- Nachteile: Der Händler gibt einen wesentlichen Teil seiner Lieferkette aus der Hand. Hierdurch kann er Verfügbarkeiten, Produktqualität der Verpackung und Liefertreue nicht direkt steuern. Ferner muss der Händler in der Regel auf Mengenrabatte bei den Lieferanten verzichten, da der Lieferant die Waren einzeln ausliefert. Diese Rabatte können je nach Warenbereich einen erheblichen Teil des Handelsgewinns ausmachen oder niedrigere Verkaufspreise erlauben. Das Streckengeschäft setzt zudem voraus, dass der Lieferant überhaupt zu Einzel- bzw. Kleinmengenlieferungen bereit ist. Waren unterschiedlicher Lieferanten können nicht gemeinsam verpackt und geliefert werden, wodurch bei gleichzeitiger Bestellung mehrerer unterschiedlicher Waren durch den Kunden hohe Lieferkosten entstehen können. Des Weiteren ist der Händler mit dem Rückgaberecht konfrontiert. Dropshippinganbieter (bzw. Großhändler) bieten meist kein Rücknahmehandling an. Daher wird bei Reklamation direkt der Händler angesprochen, der im Regelfall auch dafür haften muss.

## Wirtschaftliche Aspekte
Durch die Ausschaltung einer wichtigen Handelsfunktion läuft der Großhandel Gefahr, aus der Handelskette ausgeschlossen zu werden, weil die Hersteller in direktem Kontakt zum Einzelhandel stehen (Disintermediation). Der Streckengroßhandel ist nicht in den Güterstrom, sondern lediglich in den Zahlungsstrom eingeschaltet. Durch das Streckengeschäft werden Transportkosten und Lagerkosten gespart und Transport- und Lagerrisiken vermieden. Dies wiederum verkürzt die Lieferzeiten. Der Endverkäufer legt im Rahmen des Streckengeschäfts seine Bezugsquellen offen und sorgt damit für höhere Markttransparenz in der Lieferkette. Grund für ein Streckengeschäft kann außerdem der Wunsch des Kunden sein, für bestimmte Produktsparten nur einen Ansprechpartner zu haben. Alternativen zur Streckenlieferung sind die klassische Lieferung ab Lager, das Cross Docking und das Flow-Through.
Die Finanzierung im Streckengeschäft kann durch Finetrading erfolgen.

## Abgrenzung
Ein Streckengeschäft liegt vor, wenn die Ware auf Weisung des Endverkäufers direkt vom Lieferanten an den Endverkäufer geliefert wird. Es handelt sich dagegen nicht um ein Streckengeschäft, wenn ein Verbraucher ein Kraftfahrzeug bei einem Autohändler bestellt und dieses aufgrund einer vertraglichen Vereinbarung beim Automobilhersteller abholt; es handelt sich um eine Selbstabholung. Abzugrenzen ist das Streckengeschäft zudem von Konsignation oder Kommissionsgeschäften.